# بادن‌وایلر
بادن‌وایلر (به آلمانی: Badenweiler) یک شهر در آلمان است که در برایگاو-هخشوارتسوالد واقع شده‌است.محل مرگ آنتوان چخوف در همین شهر است.

## خصوصیات
بادن‌وایلر ۳٬۹۱۶ نفر جمعیت دارد.

## خواهرخوانده
شهرهای ویتل و تاگانروگ خواهرخوانده‌های بادن‌وایلر هستند.

## نگارخانه

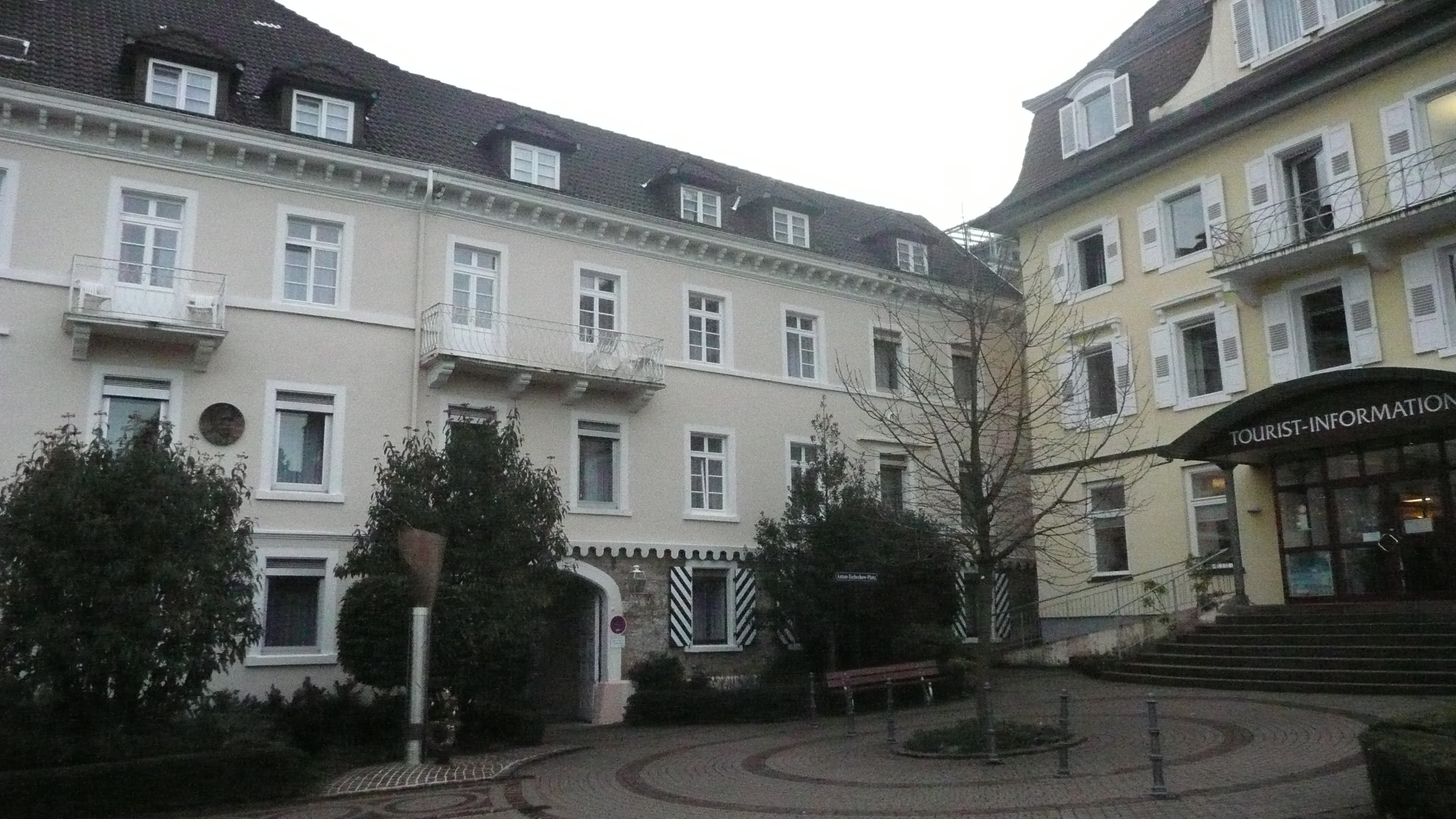
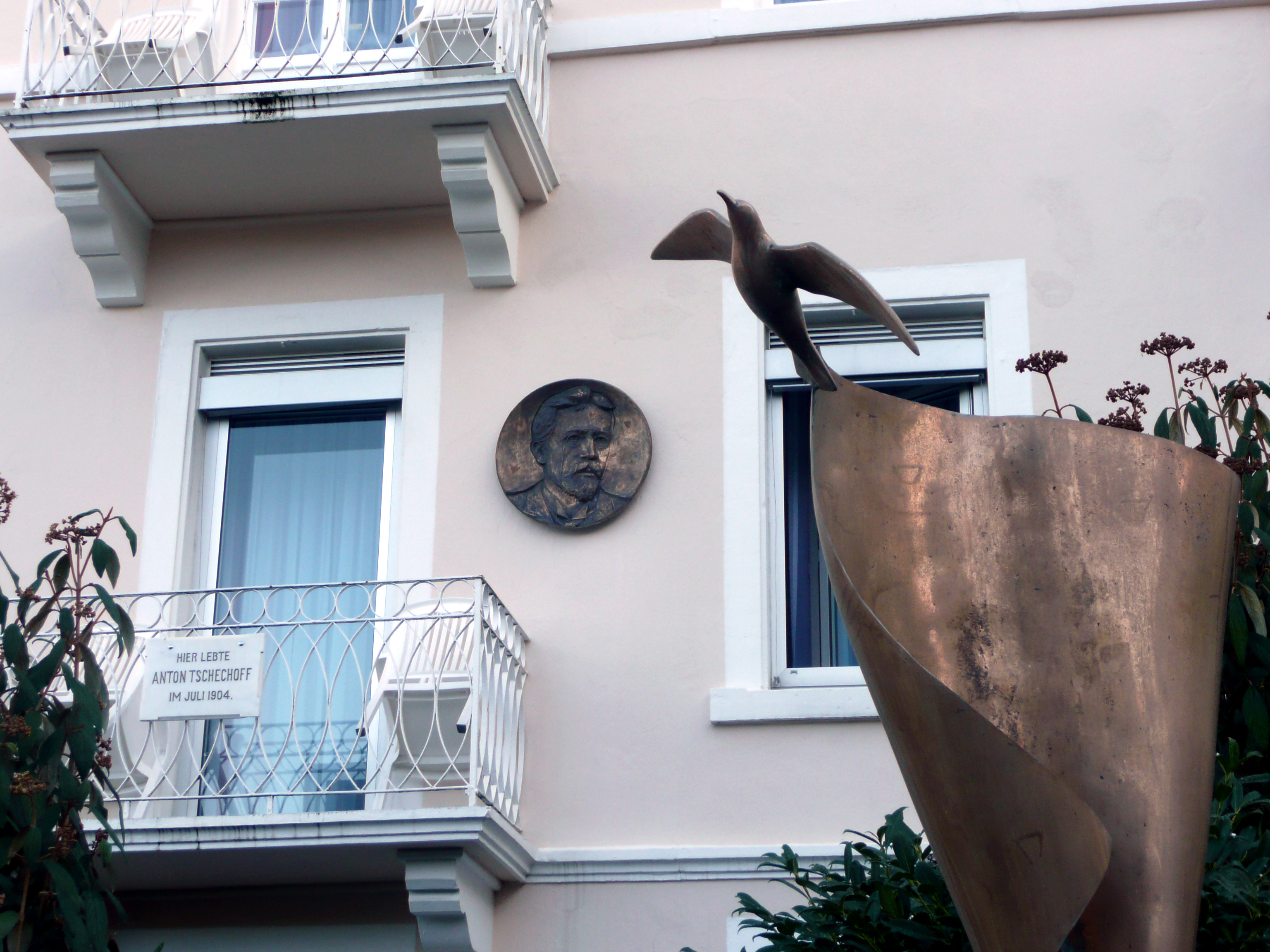
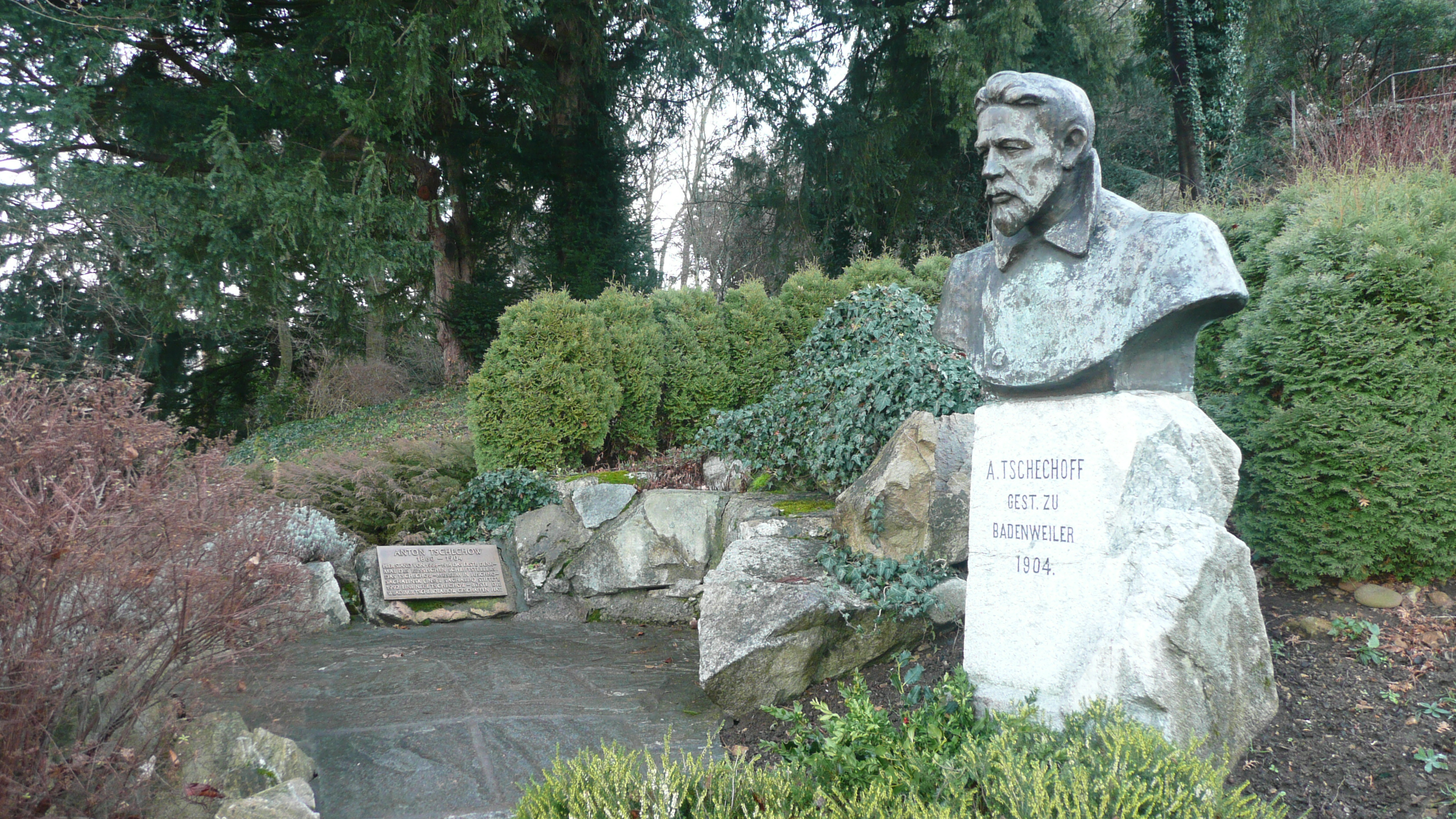
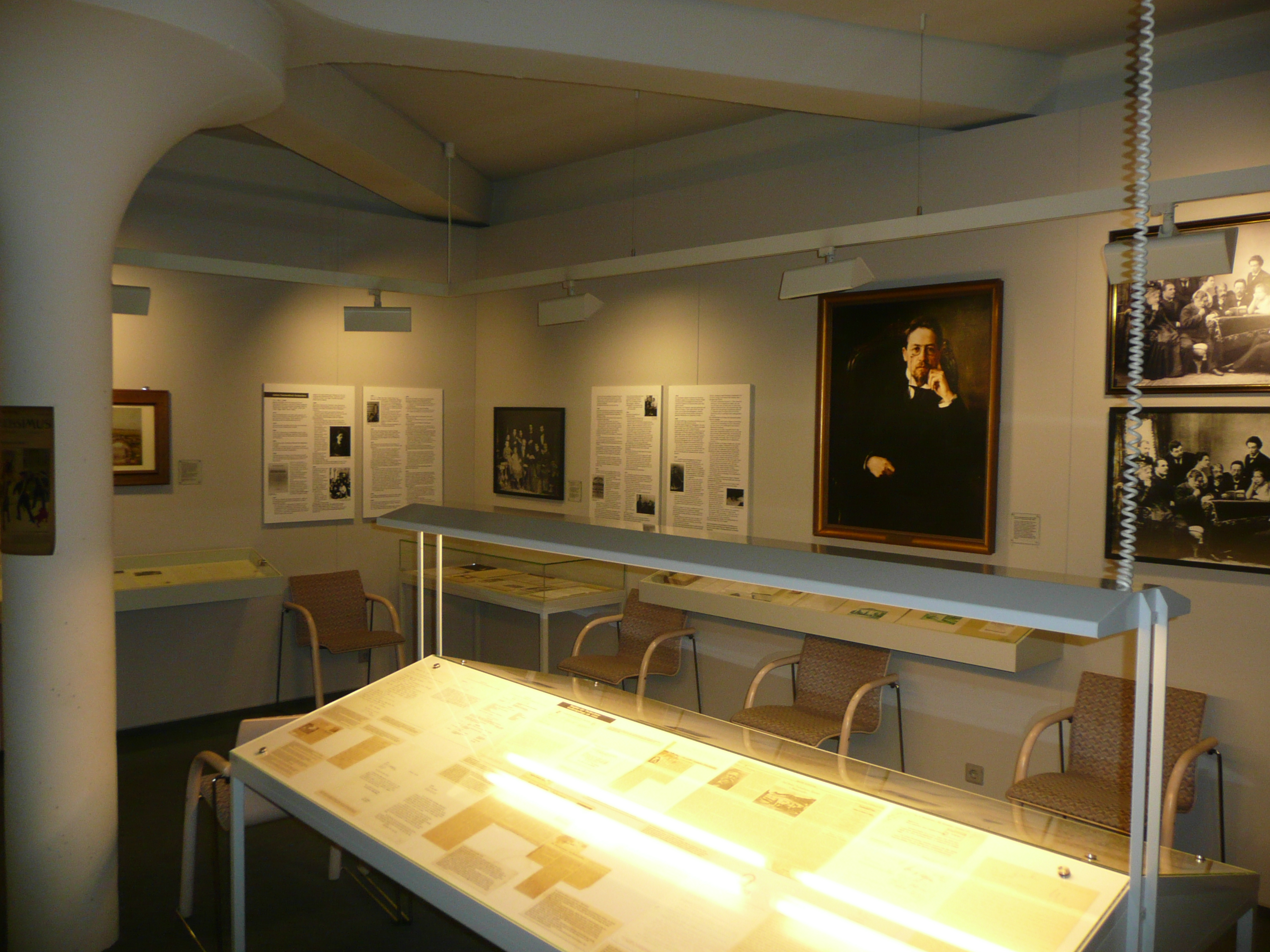